# Гудрун Паузеванг
Гудрун Паузеванг (на немски: Gudrun Pausewang) е германска писателка, авторка на романи, разкази, книги за деца.

## Биография
Гудрун Паузеванг е родена на 3 март 1928 г. в Чехословакия. Баща ѝ е земеделски стопанин. Пада убит на фронта по време на Втората световна война, когато Гудрун е 15-годишна.
След края на войната семейството бяга в Западна Германия. През 1948 г. Гудрун завършва гимназия във Висбаден, а после следва в Педагогическия институт във Вайлбург. Става учителка в основни и средни училища.
От 1956 г. преподава пет години в немски училища в Чили и две години и половина във Венецуела. През този период пътува много и опознава Средна, Северна и Южна Америка, между другото Амазонка, Огнена земя, Перу, Боливия, Колумбия и Мексико.
В края на 1963 г. Паузеванг се завръща в Германия, следва Германистика и работи като първоначална учителка. След петгодишна преподавателска работа в Колумбия, се установява през 1972 г. окончателно в Германия и оттогава живее в малкия хесенски град Шлиц, който по-късно става място на действието в няколко нейни произведения.
Пенсионира се през 1989 г. като учителка и след това отдава силите си на творчество.

## Творчество
През първите десет години от писателската си дейност Гудрун Пазеванг пише книги за възрастни, по-късно обаче създава и детско-юношески творби. Занимава се с проблеми на Третия свят, които са ѝ направили впечатление в Южна Америка. Освен това се застъпва за мир и за опазване на околната среда, като предупреждава за последиците от употребата на ядрена енергия и появата на неонацистки тенденции.

## Награди и отличия
- 1977: Buxtehuder Bulle für Die Not der Familie Caldera
- 1981: „Цюрихска награда за детска книга“ für Ich habe Hunger – ich habe Durst
- 1981: Preis der Leseratten für Ich habe Hunger – ich habe Durst
- 1983: „Цюрихска награда за детска книга“ Die letzten Kinder von Schewenborn
- 1983: Buxtehuder Bulle für Die letzten Kinder von Schewenborn
- 1988: Deutscher Science Fiction Preis für Die Wolke
- 1988: „Немска награда за детско-юношеска литература“ für Die Wolke
- 1988: „Награда Курд Ласвиц“ für Die Wolke
- 1990: Bücherlöwe für Die Wolke
- 1998: „Награда Георге Конел“ der Landeshauptstadt Wiesbaden
- 1999: Heinrich-Wolgast-Preis für Hörst du den Fluß, Elin?
- 1999: „Федерален орден за заслуги“[3]
- 2009: Eduard-Bernhard-Preis des BUND Hessen für Die Wolke
- 2009: „Голяма награда на Немската академия за детско-юношеска литература“ – Lebenswerk
- 2017: „Немска награда за детско-юношеска литература“ (специална награда)[4]